# Саваца (Болоња)
Саваца (итал. Savazza) је насеље у Италији у округу Болоња, региону Емилија-Ромања.
Према процени из 2011. у насељу је живело 580 становника. Насеље се налази на надморској висини од 235 м.